# Arachnis meadowsi
Arachnis meadowsi là một loài bướm đêm thuộc phân họ Arctiinae, họ Erebidae.